# Gregory Sierra
Gregory Sierra (Nueva York; 25 de enero de 1937-Laguna Woods, California; 4 de enero de 2021) fue un actor estadounidense.

## Biografía
Es familiar para los fanáticos de la serie Barney Miller como el Detective Sargento Chano Amenguale. Se retiró del programa para ser la estrella de la serie A.E.S. Hudson Street. Personificó al personaje de un revolucionario conocido como "El Puerco" en la serie Soap. Últimamente había participado en los programas de televisión Zorro and Son, Something is Out There y Common Law.
Gregory Sierra falleció el 4 de enero de 2021 en su residencia de Laguna Woods a causa de padecer un cáncer. Tenía ochenta y tres años.

## Filmografía (Selección)

### Películas
| Año  | Título                           | Título original                | Personaje             | Notas                  |
| ---- | -------------------------------- | ------------------------------ | --------------------- | ---------------------- |
| 1970 | Regreso al planeta de los simios | Beneath the Planet of the Apes | Verger                |                        |
| 1973 | Papillon                         | Papillon                       | Antonio               |                        |
| 1974 | Coloso en llamas                 | The Towering Inferno           | Carlos                |                        |
| 1975 | Antonio y el Alcalde             | Antonio and the mayor          | Mayor Acambarros      |                        |
| 1983 | The Night the Bridge Fell Down   | The Night the Bridge Fell Down | Diego Ramírez         | Película de televisión |
| 1987 | Nombre clave: Dancer             | Her Secret Life                | Vic 'The Dancer' Pena | Película de televisión |
| 1990 | Experimentos genéticos           | Donor                          | Hector Allosa         | Película de televisión |
| 1992 | La cara sucia de la ley          | Deep Cover                     | Félix Barbosa         |                        |
| 1992 | Cariño, he agrandado al niño     | Honey I Blew Up the Kid        | Terence Wheeler       |                        |
| 1993 | Hot Shots! Part Deux             | Hot Shots! Part Deux           | Soldado Irati         | No acreditado          |
| 1994 | Shame, detective privado         | A Low Down Dirty Shame         | Nuñez                 |                        |
| 1998 | Vampiros                         | Vampires                       | Padre Giovanni        |                        |
| 2018 | Al otro lado del viento          | The Other Side of the Wind     | Jack Simon            | Cine experimental      |

### Series
| Año       | Título              | Título original        | Personaje                | Notas        |
| --------- | ------------------- | ---------------------- | ------------------------ | ------------ |
| 1975–1976 | Barney Miller       | Barney Miller          | Miguel "Chano" Amanguale | 35 episodios |
| 1984–1984 | Corrupción en Miami | Miami Vice             | Louis "Lou" Rodríguez    | 4 episodios  |
| 1988–1989 | Alien Destroyer     | Something is Out There | Victor Maldonado         | 10 episodios |